# Годеперт
Годеперт — король лангобардов в 661—662 годах из Баварской династии.

## Биография
Старший сын Ариперта I. Поддерживал арианство, правил в Павии, а его брат Бертари, который исповедовал ортодоксальное христианство, правил в Милане. Во время войны со своим братом призвал на помощь герцога Гримоальда I Беневентского, который убил его во дворце в Павии. Его сын Рагинперт смог бежать. Гримоальд захватил трон.